# Дзодзуашвили, Реваз Михайлович
Рева́з Миха́йлович Дзодзуашви́ли (груз. რევაზ მიხეილის ძე ძოძუაშვილი, Рева́з Михеи́лис дзе Дзодзуашви́ли; род. 15 апреля 1945, Кутаиси, Грузинская ССР, СССР) — советский и грузинский футболист и тренер. Мастер спорта международного класса (1972).
Вице-чемпион Европы 1972 года и бронзовый призёр Олимпийских игр-72 (вместе с Юрием Истоминым один из 2-х игроков, выступивших в составе сборной СССР на этих двух турнирах).

## Биография

### Карьера игрока
Воспитанник футбольной школы «Торпедо» (Кутаиси). В девятом классе (1962) выступал за команду «Имерети».
Впервые в «Динамо» (Тбилиси) Дзодзуашвили пригласили в 1963 году. Играл в дубле на позиции нападающего, однако в основу пробиться не получилось. Вернулся в кутаисское «Торпедо», откуда в 1965 пробовал перейти в одесский «Черноморец», который только вышел в высший дивизион. Одесскому клубу футболист не подошёл, и Дзодзуашвили продолжил карьеру в составе «Динамо» (Сухуми). Играл в средней линии.
В это время «Торпедо» (Кутаиси) возглавил Всеволод Блинков, который начал строить новую команду. В поисках защитника обратился к тренеру сухумцев Георгию Грамматикопуло, и тот рекомендовал юного футболиста.
В команде Блинкова Дзодзуашвили играл уже строго в защите — на позиции центрального защитника, затем на правом фланге, чтобы использовать скорость и напористость игрока. Однако сам Блинков вскоре уехал из Кутаиси.
В 1968 вновь был приглашён в Тбилиси, теперь уже на место в основе под началом Вячеслава Соловьёва. В «Динамо», а потом и в сборной, приобрел славу искусного персональщика, умеющего закрыть любого форварда.
Игрок сборной СССР по футболу, 49 игр (1969—1974 гг.).
В чемпионатах СССР (высшая лига) провел 301 матч, забил 5 голов.
Карьеру закончил в 1976, поскольку посчитал, что не может продолжать выступления на прежнем высоком уровне.

### Карьера тренера
В 1976 начал тренерскую карьеру, взял СКА (Тбилиси), с которой выиграл чемпионат Закавказского военного округа.
В 1990—1992 работал тренером в «Динамо» (Тбилиси): первые два года как помощник Кипиани, в 1992 как главный тренер. В 1993—1995 руководил «Металлургом» из Рустави.
В конце сезона 1994/95 в «пожарном порядке» возглавил украинский «Темп» (Шепетовка), где президентом был грузин Джумбер Нишнианидзе. Вместе с собой в команду взял 8 футболистов, однако спасти команду от вылета не удалось. Дзодзуашвили вернулся в Грузию и ещё сезон отработал в Рустави.
В 1997 в качестве консультанта приглашен в «Сконто», поскольку в рижской команде начали играть грузинские футболисты. Одновременно выполнял обязанности тренера-селекционера.
Также с февраля по октябрь 1997 — тренер сборной Грузии. В октябре 1997 заключил контракт с федерацией футбола Латвии по принципу «2+2» и стал главным тренером сборной Латвии.
В августе 1999 принял приглашение президента клуба из Саудовской Аравии «Аль-Иттихад» Джидда Ахмеда Махсуда. Спустя 4 месяца самостоятельно ушёл из команды, поскольку так и не сумел освоиться в стране.
В декабре 1999 вместе с Кипиани назначен главным тренером сборной Грузии. Вместе с этим с 2000 — главный тренер Локомотив (Тбилиси). При новом тренере команда довольно успешно выступала во внутреннем первенстве — шла на первом месте в сезоне 2000/01. В январе 2001 Дзодзуашвили принял приглашение Торпедо (Кутаиси) и оставил «Локомотив». В мае 2002, перед финалом Кубка Грузии против «Локомотива», Дзодзуашвили, покинул «Торпедо».
Летом 2002 назначен советником президента Калмыкии по спорту, а с 26 августа — главный тренер элистинского Уралана (при этом не имел контракта). Он помог команде остаться в высшей лиге, но сам оставаться в команде не захотел. В декабре 2002 подписал контракт с Аланией по схеме «два плюс один». В июне 2003, после матча с «Торпедо-Металлург» (проигран со счетом 1:3), подал в отставку. Основной причиной послужили разногласия с руководством клуба.
В марте 2004 стал советником у президента литовского ФБК «Каунас» Владимира Романова, а с августа 2004 — помощник Леонида Назаренко в селекционных вопросах в Динамо (Махачкала), а через неделю — назначен главным тренером клуба из Дагестана. По итогам сезона команда заняла 11-е место в первом дивизионе, а контракт с Дзодзуашвили продлевать не стали.
С апреля 2005 снова в Латвии — вице-президент «Сконто», советник президента федерации футбола Латвии Гунтиса Индриксона.
Со 2-го круга сезона 2005/06 — главный тренер «Торпедо» (Кутаиси). С декабря 2006 — главный тренер «Олимпи» (Рустави) (контракт на 2,5 года). При нём команда во втором круге не проиграла ни одного матча и в итоге впервые в истории завоевала «золото». Однако продлевать контракт с тренером руководство клуба отказалось.
С августа 2007 по май 2008 — главный тренер «Шахтёра» (Караганда).
Со 2-й половины 2010 года — главный тренер азербайджанского «Турана».

## Достижения

### Как игрок
- Вице-чемпион Европы 1972 года
- Бронзовый призёр Олимпийских игр: 1972
- Бронзовый призёр чемпионата СССР (4): 1969, 1971, 1972, 1976 (весна)
- Финалист Кубка СССР: 1970

### Как тренер
- Чемпион Грузии: (3): 1992 (Динамо Тб), 2002 (Торпедо Кт), 2007 (Олимпи)

### Личные
- 7 раз входил в список 33 лучших футболистов СССР
- Входит в состав символической сборной по итогам чемпионата Европы по версии УЕФА: 1972
- Лучший тренер Грузии 1994 (лауреат премии А.Жордания)

## Семья
Женат. Жена Дзодзуашвили приходится тётей жене Владимира Гуцаева.
Сын Михаил — агент ФИФА, способствовал переходу грузинских футболистов в ведущие клубы России.